# Episodi di Saiyuki Reload
Di seguito vengono elencati gli episodi della serie di animazione giapponese Saiyuki Reload, sequel di Saiyuki - La leggenda del demone dell'illusione, tratta dall'omonimo fumetto di Kazuya Minekura. Gli episodi sono stati trasmessi in Giappone su Tv Tokyo dal 2 ottobre 2003 al 25 marzo 2004. Questa serie non è mai stata adattata e distribuita in Italia.

## Lista episodi
| Nº | Titolo italiano Giapponese 「Kanji」 - Rōmaji                                                                                          | In onda          | In onda |
| Nº | Titolo italiano Giapponese 「Kanji」 - Rōmaji                                                                                          | Giapponese       |         |
| 1  | Le munizioni sono di nuovo cariche - Run 「弾は再び込められた 〜Run〜」 - Tama Wa Futatabi Komerareta ~Run~                            | 2 ottobre 2003   |         |
| 2  | Trappola strisciante - Wanted Dead Or Alive 「うごめく罠 〜Wanted Dead or Alive〜」 - Ugomeku Wana ~Wanted Dead Or Alive~              | 9 ottobre 2003   |         |
| 3  | I nemici più potenti della storia - Lethal Weapon 「史上最強の敵 〜Lethal Weapon〜」 - Shijou Saikyou No Teki ~Lethal Weapon~          | 16 ottobre 2003  |         |
| 4  | Promessa finale - Negative Energy 「最後の約束 〜Negative Energy〜」 - Saigo No Yakusoku ~Negative Energy~                             | 23 ottobre 2003  |         |
| 5  | Ricordi sopiti - Voice 「眠る思い出 〜Voice〜」 - Nemuru Omoide ~Voice~                                                                | 30 ottobre 2003  |         |
| 6  | Riconquista - Sad Memory 「奪還 〜Sad Memory〜」 - Dakkan ~Sad Memory~                                                                 | 6 novembre 2003  |         |
| 7  | Piccola complicità - Little Will 「小さな相棒 〜Little Will〜」 - Chiisana Aibou ~Little Will~                                         | 13 novembre 2003 |         |
| 8  | Cucina deliziosa - Poison 「おいしい料理 〜Poison〜」 - Oishii Ryouri ~Poison~                                                         | 20 novembre 2003 |         |
| 9  | Il castello inespugnabile - Self Defense 「落ちない城 〜Self Defense〜」 - Ochinai Shiro ~Self Defense~                                | 27 novembre 2003 |         |
| 10 | Il demone Genjo Sanzo - Trick or Treat 「妖怪・玄奘三蔵 〜Trick or Treat〜」 - Youkai Genjo Sanzo ~Trick or Treat~                     | 4 dicembre 2003  |         |
| 11 | Viso gentile - Mother 「優しい面影 〜Mother〜」 - Yasashii Omokage ~Mother~                                                            | 11 dicembre 2003 |         |
| 12 | La montagna degli spiriti scomparsi - Tiny Dream 「神隠しの山 〜Tiny Dream〜」 - Kamikakushi No Yama ~Tiny Dream~                      | 18 dicembre 2003 |         |
| 13 | Solo una piccola storiella - Lovely Baby 「ほんの小さなちいさなお話 〜Lovely Baby〜」 - Honno Chiisana Chiisana Ohanashi ~Lovely Baby~ | 25 dicembre 2003 |         |
| 14 | I sussurri delle tenebre - Black Crow 「暗闇のささやき 〜Black Crow〜」 - Kurayami No Sasayaki ~Black Crow~                            | 8 gennaio 2004   |         |
| 15 | Premonizione - Secret Ambition 「予感 〜Secret Ambition〜」 - Yokan ~Secret Ambition~                                                  | 15 gennaio 2004  |         |
| 16 | Impronta - Opposite 「あしあと 〜Opposite〜」 - Ashiato ~Opposite~                                                                     | 22 gennaio 2004  |         |
| 17 | Desiderio irrealizzabile - Wish 「叶えられない願い 〜Wish〜」 - Kanaerarenai Negai ~Wish~                                              | 29 gennaio 2004  |         |
| 18 | Triste legame - Critical Day 「哀しい絆 〜Critical Day〜」 - Kanashii Kizuna ~Critical Day~                                            | 5 febbraio 2004  |         |
| 19 | Kami-sama - Farewell 「カミサマ 〜Farewell〜」 - Kami-sama ~Farewell~                                                                  | 12 febbraio 2004 |         |
| 20 | Preludio - Chase 「序曲 〜Chase〜」 - Jokyoku ~Chase~                                                                                  | 19 febbraio 2004 |         |
| 21 | Battaglia - Don't Cry 「戦闘 〜Don't Cry〜」 - Sentou ~Don't Cry~                                                                      | 26 febbraio 2004 |         |
| 22 | Cose rotte - Pain 「砕かれたもの 〜Pain〜」 - Kudakareta Mono ~Pain~                                                                   | 4 marzo 2004     |         |
| 23 | A modo nostro - Dawn 「オレ達のやり方 〜Dawn〜」 - Oretachi No Yarikata ~Dawn~                                                         | 11 marzo 2004    |         |
| 24 | Ricomincia la battaglia - Go Ahead 「再戦 〜Go Ahead〜」 - Saisen ~Go Ahead~                                                           | 18 marzo 2004    |         |
| 25 | Conclusione - Nothing to Give 「決着 〜Nothing to Give〜」 - Ketchaku ~Nothing to Give~                                                | 25 marzo 2004    |         |